# Carneiro no buraco
O Carneiro no Buraco é um prato típico, tradicional e um símbolo de Campo Mourão, cidade do interior do estado brasileiro do Paraná. A iguaria é festejada anualmente na "Festa Nacional do Carneiro no Buraco".

## Origem
O prato típico teve origem quando os Jesuítas chegaram ao Brasil e ensinaram como cozinhar alimentos envoltos em folha de bananeira em buracos. A forma como é cozido, utiliza a multiplicidade de ingredientes e condimentos usados, além dos rituais que cercam a sua preparação. Outra versão é a que afirma foi inspirado no filme de faroeste assistido em um cinema de Campo Mourão, na década de 1960, por um grupo de pioneiros da cidade.

### Década de 1960
O Carneiro no Buraco foi inspirado num filme de faroeste assistido no Cine Mourão, na década de 1960, que mostrava o preparo culinário de carne e legumes num buraco escavado no solo, onde se queimava antecipadamente certa quantidade de lenha. Inspirado na cena, os pioneiros que assistiram ao filme, partiram para a prática com o preparo da carne, exigindo 12 horas de trabalho.

### Década de 1970
O fotógrafo e artista plástico, Tony Nishimura, apaixonado pelas lides culinárias, em meados da década de 1970, começou a preparar a carne como entretenimento entre seus amigos até chegar à receita que hoje é utilizada.

### Década de 1990
Em 1991, foi oficializado como prato típico da cidade e criada a "Festa do Carneiro no Buraco", sendo coordenado por Tony Nishimura.

## Festa Nacional do Carneiro no Buraco
A festa é realizada no Parque de Exposições Getulio Ferrar, sendo organizado pelo município, em conjunto com Contur (Conselho Municipal de Turismo), entidades, Associação Comercial e Industrial, Sindicato rural entre outros, e acontece durante seis dias. O ponto alto dos festejos é o domingo da festa, quando é servido o o prato típico no almoço. 
Na primeira edição da festa foram servidos 70 tachos (1 tacho 60 pessoas) e com o aumento da popularidade da festa, atualmente são servidos algo em torno de 183 tachos.